# Jacobus Sceperus

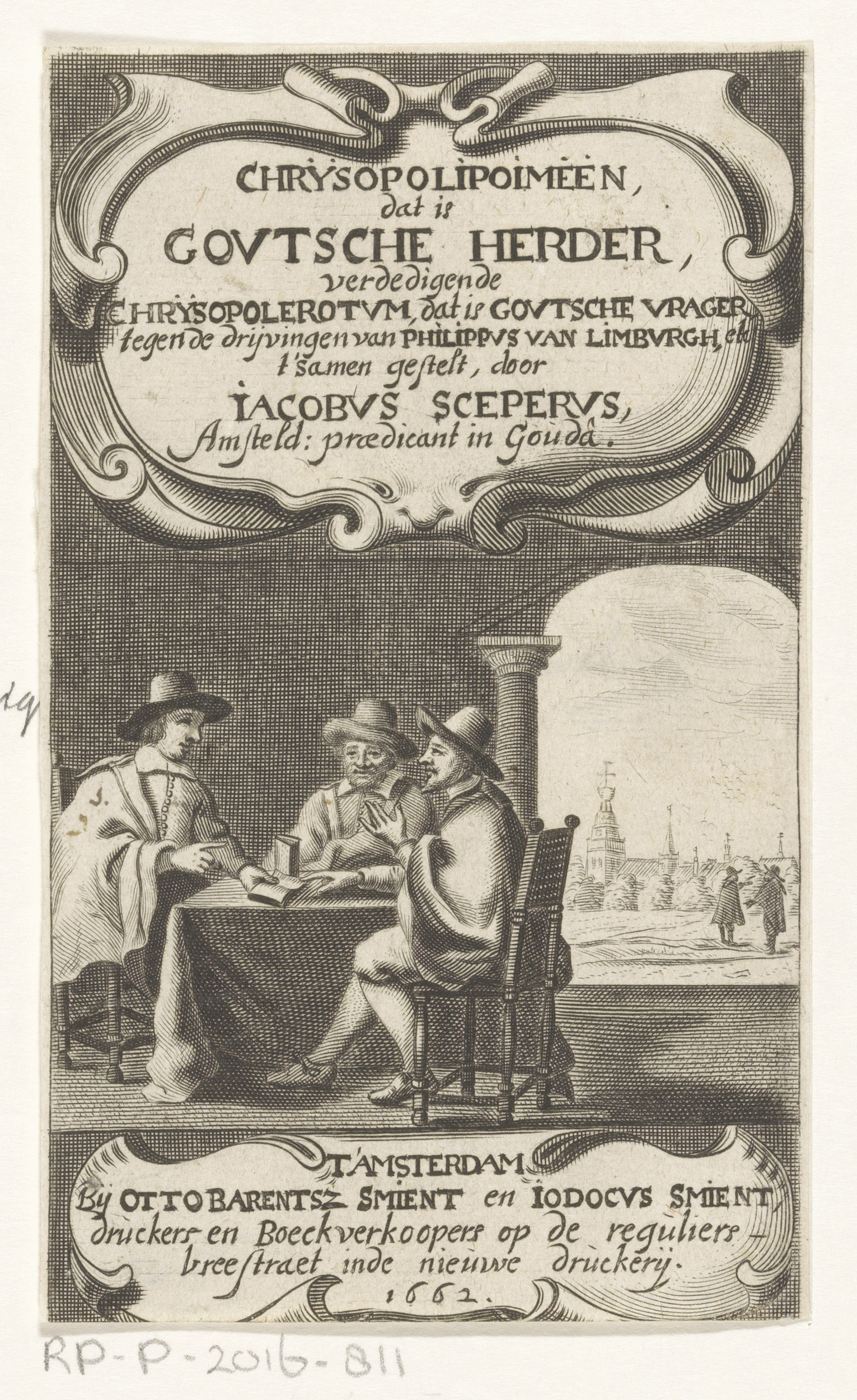
Titelpagina van een uitgave waarin Sceperus in dupliek de opvattingen van Philipp van Limborch weerlegt. De man aan de rechterkant van de tafel is vrijwel zeker Sceperus

Jacobus Sceperus (Amsterdam, 1607 - Gouda, 10 december 1677) was een Nederlandse predikant.

## Leven en werk
Sceperus werd in 1633 gereformeerd predikant te Oostzaan en in 1638 te Gouda. Hij was een rechtzinnig predikant die regelmatig in conflict kwam met de meer liberale Goudse bestuurders en kerkgangers. Toen hij zich in 1665 - tijdens het Eerste Stadhouderloze Tijdperk - uitsprak voor de prins van Oranje, verloor hij gedurende enige tijd zijn traktement. Hij verzette zich fel tegen de andersdenkenden in Gouda Vooral de remonstranten en de katholieken werden door hem onder vuur genomen. Een felle pamflettenstrijd was hier het gevolg van. Zo trok hij van leer tegen de verering van het beeld van Maria ter Nood Gods onder meer door de Goudse priester Willem de Swaen. Een verering die in zijn ogen een vorm van rooms bijgeloof was. Een beeld dat wel een schip van een vreemdeling weet te reden, maar de stad niet heeft weten te behoeden voor grote branden was in zijn ogen te vergelijken met de god Baäl, die zat te dutten op de berg Karmel. Ook de duiveluitdrijving door de priester Cornelis de Jaeger, die zich liet bijstaan door een Mariabeeld dat voor de reformatie in de St.-Janskerk had gestaan, werd door hem gezien als "een gruwelijk voorbeeld van katholieke afgoderij".
Sceperus was gedurende twee perioden ook librijemeester van de librije van Gouda. Tijdens zijn eerste periode had hij ervoor gezorgd dat de Atlas Maior van Willem Blaeu in de complete vorm van negen delen door de librije kon worden aangeschaft. In zijn tweede periode was hij echter de drijvende kracht achter een zuivering van het boekenbestand met grote gevolgen. Hij liet in drie veilingen ruim 300 werken verkopen die volgens hem niet recht in de gereformeerde leer waren en dus niet 'dienstig'. Door deze actie verdwenen kostbare incunabelen uit de collectie  maar ook boeken van een remonstrants theoloog als Conrad Vorstius.  
In 1645 leidde het door Sceperus gegeven ontslag van de voorlezer, voorzanger en ziekentrooster Arent Lepelaer tot een poging van diens zus Lysbeth om Sceperus met een emmer stront te overgieten. Uiteindelijk deinsde degene die het plan moest uitvoeren terug voor de gevolgen.
Sceperus was getrouwd met Willemtgen Hermansd Spaeroogh. Hij overleed op 70-jarige leeftijd in Gouda en werd begraven in de St.-Janskerk aldaar, de kerk waar hij bijna veertig jaar het predikantschap vervulde. Op zijn graf staat de volgende tekst: "Hier leyd begraven Jacobus Scheperus in zijen leven predicant op Oost Zaanen 5 jaar en 3 maenden en tot Gouda 40 jaer min 3 maende sterf den 10en Decemb. ao 1677 oud zijnde 70 jaaren". Zijn wapen bestaat uit tweede delen. In het bovenste deel op blauw twee gekruiste pelgrimsstaven gebonden door een strik en in het onderste deel op blauw een
zilver schaap op groenen grond.

## Bibliografie

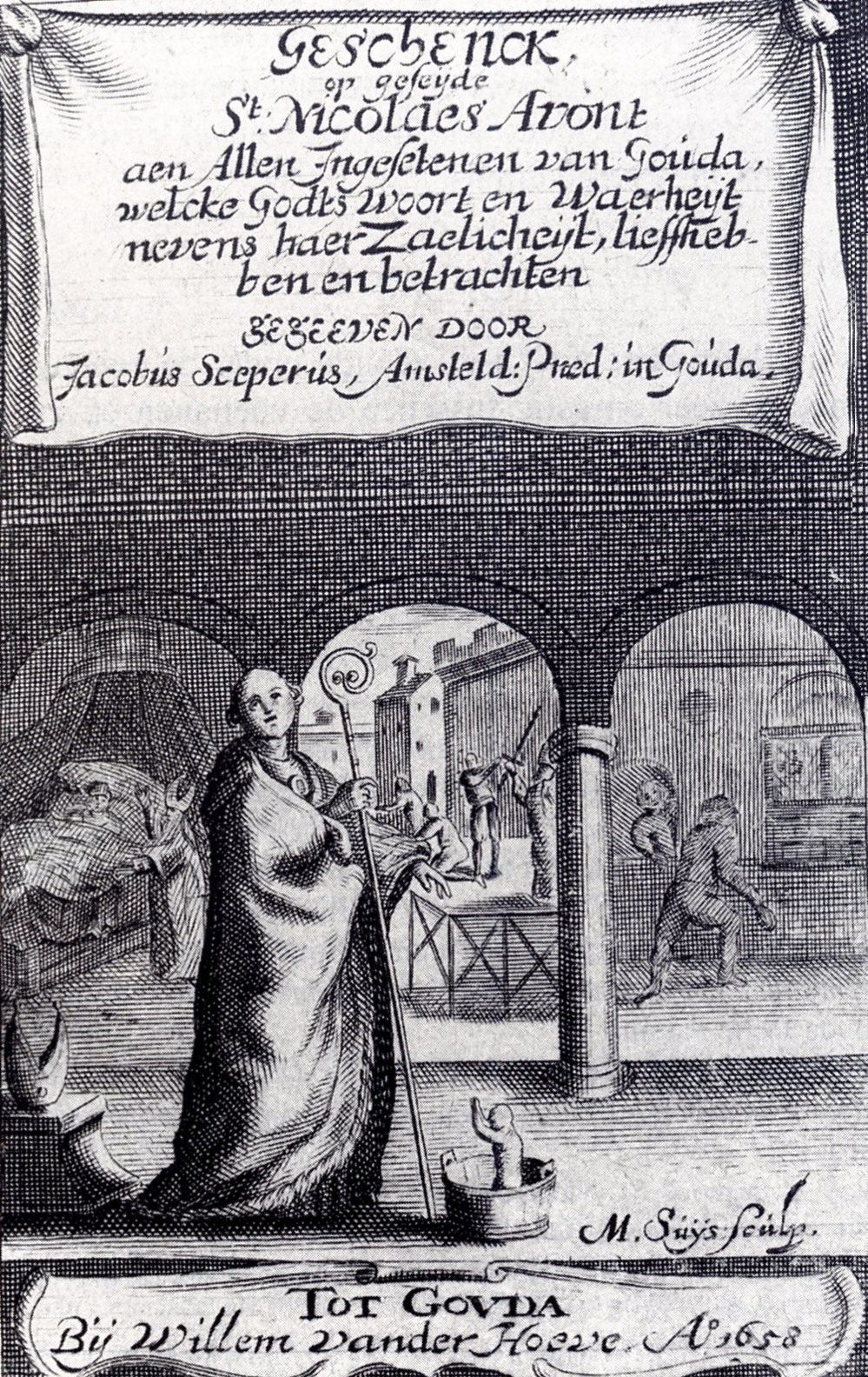
Titelblad van een geschrift van Sceperus tegen diverse katholieke gebruiken
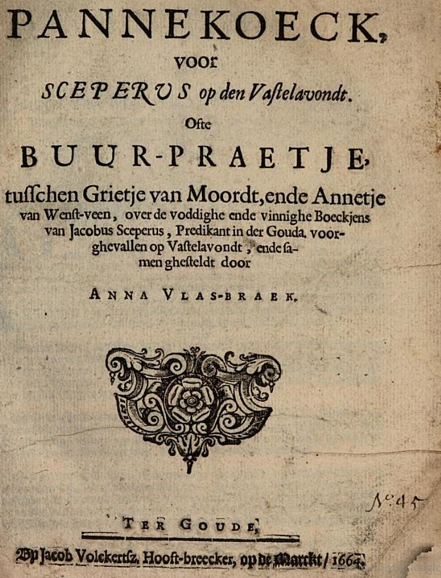
Titelblad van een pamflet tegen Sceperus uit 1664
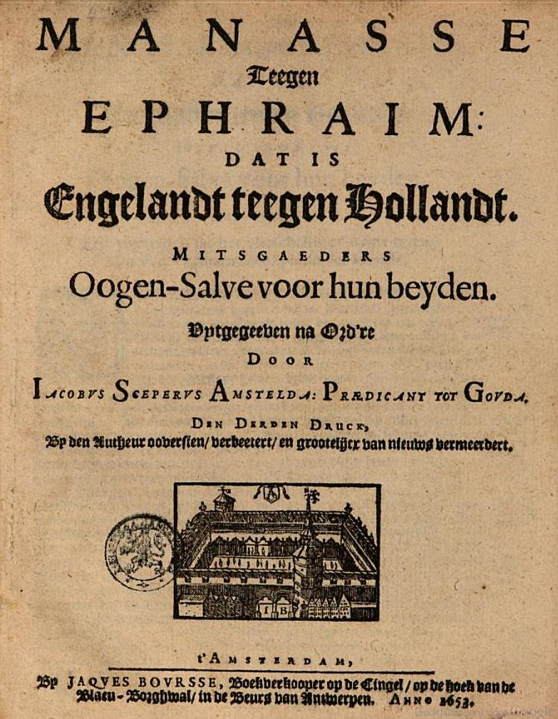
Titelblad van Manasse teegen Ephraim uit 1653